# NTFS卷挂载点
NTFS卷挂载点（NTFS volume mount points）是专门用来挂载和提供一个指向其他卷的入口点的NTFS文件系统对象。
NTFS挂载点可以在NTFS文件系统的目录上创建，提供对一个已挂载卷之根目录的引用。任何空目录都可以转化为挂载点。挂载的卷不局限于NTFS文件系统，而是可以为任何Microsoft Windows支持的文件系统。卷挂载点自Windows 2000引入的NTFS 3.0起开始支持。
虽然这与Unix和类Unix系统中常见的POSIX挂载点非常类似，但POSIX挂载点只支持本地文件系统，而在Windows Vista及更高版本中，NTFS符号链接可以将本地目录链接到远程SMB网络路径。

## 限制
符号链接不能在启动阶段生效，所以不能重定向到如：
- 包含hiberfile.sys的文件夹（如果配置在根目录以外）
- \Windows
- \Windows\System32
- \Windows\Config

不过，它可以重定向到：
- \Users
- \Documents and Settings
- \Program Files
- \Program Files (x86)